# Un italiano in America (saggio)
Un italiano in America è un saggio di Beppe Severgnini, pubblicato nel 1995 dalla casa editrice italiana Rizzoli. Dal contenuto autobiografico e dai toni umoristici, indaga la società e i costumi degli Stati Uniti. L'autore, inviato come corrispondente a Washington per un anno (dall'aprile del 1994 all'aprile del 1995), illustra la cultura statunitense dal punto di vista di una persona che si trova a viverci da straniero, ed in particolare da italiano.

## Contenuti

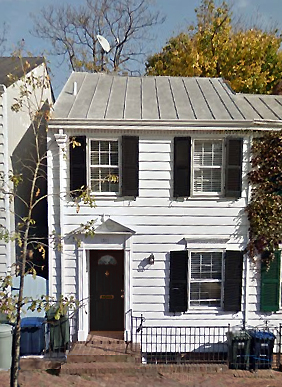
La casa dove Severgnini ha soggiornato al 1513 della 34ª strada a Georgetown. Vicino alla porta i proprietari han fatto apporre una targhetta d'ottone con inciso "Un Italiano in America".

Il libro tratta diversi aspetti della vita quotidiana statunitense tramite una serie di aneddoti autobiografici dell'autore.

### Struttura
Il saggio è suddiviso in 12 capitoli, uno per ogni mese trascorso a Washington.
- Aprile: Beppe Severgnini si trasferisce con la moglie nella 34ª strada a Georgetown, quartiere storico di Washington. in questo capitolo l'autore descrive il quartiere, la ricerca della casa, dei mobili, e l'approccio con la burocrazia (es. previdenza sociale) e i servizi per la vita quotidiana (es. telefono); ne approfitta anche per descrivere i centri commerciali americani, i diversi negozi e l'ossessione per le poltrone (es. La-Z-Boy).
- Maggio: in questo capitolo viene descritto l'impatto con la quotidianità in America, confrontandone alcuni aspetti con le abitudini europee, descrivendo ad esempio il concetto della vita di quartiere, le difficoltà delle unità di misura (es. temperatura in Fahrenheit) e dell'ampio uso di codici numerici. Due paragrafi sono infine dedicati all'automobile ed alle banche.
- Giugno: il capitolo è dedicato alla tecnologia (es. internet, editoria digitale), lo shopping e la passione per gli accessori. Una seconda parte è dedicata allo sport ed al campionato mondiale di calcio 1994.
- Luglio: con l'arrivo dell'estate Severgnini affronta gli approcci degli americani al caldo, concentrandosi in particolare sull'uso dell'aria condizionata, delle docce e del ghiaccio. Descrive poi la figura del cameriere e la situazione della ristorazione; il capitolo si conclude sull'uso di marche alloctone e sui festeggiamento per il 4 luglio.
- Agosto: il capitolo è dedicato agli aspetti turistici, ai motel, alle compagnie aeree, ai ristoranti fast food e le pancake house, al carburante, ai camper.
- Settembre: il capitolo di settembre è dedicato alla vita di quartiere e alla vita religiosa.
- Ottobre: in questo capitolo Severgnini si confronta con la Inglese americano e i fraeintendimenti, usando poi questo argomento per una digressione sulla mentalità degli americani.
- Novembre: in questo capitolo sono descritti i supermarket, l'alimentazione ed il cibo e lo shopping.
- Dicembre: il capitolo di dicembre è dedicato alle feste, alle ricorrenze, alle tradizioni ed al tradizionalismo di alcuni aspetti della vita degli americani, in particolare l'interesse per alcune figure ed eventi del passato (es. yuppies, Festival di Woodstock); la seconda parte è dedicata alla politica americana.
- Gennaio: dopo essere tornato in Italia in occasione delle feste, Severgnini torna a Washington con la moglie ed il figlio. Dopo aver descritto le differenze nell'uso dell'abbigliamento tra italiani ed americani, l'autore descrive l'approccio ai bambini ed alla loro educazione, concludendo il paragrafo descrivendo i mezzi di comunicazione: giornali, televisione e radio.
- Febbraio: in questo capitolo, dopo un breve paragrafo sull'arrivo della neve, l'autore descrive l'ambiente lavorativo e professionale statunitense, con digressioni sull'uso dei titoli e sui raduni (colazioni, cocktail party, ecc.). Vengono poi affrontati l'utilizzo del mezzo telefonico e il concetto americano del Politicamente corretto.
- Marzo: l'ultimo capitolo è dedicato a cinque concetti con cui l'autore generalizza l'approccio degli americani alla vita: control ("avere la situazione sotto controllo"), comfort, competition, community e coreography. Il libro si conclude con la descrizione delle commissioni affrontate. prima della partenza (es. yard sale, disdetta abbonamenti, ecc.).

### Illustrazioni
(Ringraziamenti finali)
Ogni capitolo è introdotto da un'illustrazione in bianco e nero disegnata dall'illustratore britannico Chris Riddel. Le vignette han sempre per protagonista la caricatura dell'autore e riprendono il tema principale del capitolo.

## Edizioni
La prima edizione è stata pubblicata da Rizzoli nel 1995. Nel 1997 la casa editrice lo inserisce nella Serie "Saggi" della collana BUR. Nel 2002 viene tradotto in inglese per la casa editrice Doubleday con il titolo "Ciao, America" (2002),  diventando un national bestseller negli USA.

## Critica
La critica del tempo accolse generalmente in modo favorevole l'opera. Gianni Riotta, sul Corriere della Sera, paragona l'autore a Guareschi, definendolo come un "sagace croista", descrivendone lo stile come semplice ed intimo, chiaro e attento ai dettagli. Marco Innocenti, su Il Sole 24 Ore, definisce Severgnini come «più brillante scrittore italiano di costume» e il libro come «intelligente, divertente e rassicurante… un piccolo capolavoro di ironia e di garbato intrattenimento, un'autentica lezione di umorismo».. Piero Degli Antoni su Il Giorno descrive il testo come «meglio di un manuale di prima sopravvivenza» . Giancarlo Meloni su Il Giornale scrive: «Provocatorio e tenace, Severgnini insiste, non molla, forte soprattutto delle ragioni del suo buonsenso.»
Le recensioni amatoriali più recenti trovano invece una criticità nell'obsolescenza di alcuni argomenti, soprattutto in ambito tecnologico.